# 1973年の音楽
1973年の音楽（1973ねんのおんがく）では、1973年（昭和48年）の音楽分野の動向についてまとめる。
1972年の音楽-1973年の音楽-1974年の音楽

## 出来事
- ローリング・ストーンズの初の来日公演が、直前になって外務省が過去の大麻所持を理由に入国拒否を発表し中止となった[1]。
- この年のビルボード年間チャートのベスト5は以下のとおり。

1. トニー・オーランド&ドーン 「幸せの黄色いリボン」
2. ジム・クロウチ 「リロイ・ブラウンは悪い奴（Bad, Bad Leroy Brown）」
3. ロバータ・フラック 「やさしく歌って」
4. マーヴィン・ゲイ 「レッツ・ゲット・イット・オン」[2]
5. ポール・マッカートニー&ウイングス 「マイ・ラヴ」

- 山口百恵、桜田淳子、浅田美代子、あべ静江、石川さゆり、フィンガー5、キャンディーズらが相次いでデビューした。
- 郷ひろみ、西城秀樹、野口五郎が新御三家と呼ばれる様になった。
- 12月31日
  - 第15回日本レコード大賞 「夜空」／五木ひろし

最優秀歌唱賞　由紀さおり／「恋文」、最優秀新人賞　桜田淳子／「わたしの青い鳥」
  - 第24回NHK紅白歌合戦

## 1973年のシングル、アルバム

### 洋楽

#### シングル
| - ジョン・レノン 「マインド・ゲームス」 - ローリング・ストーンズ 「悲しみのアンジー」 - ストーリーズ 「ブラザー・ルイ」 - スカイラーク 「ワイルド・フラワー」 - ポール・マッカートニー&ウイングス 「マイ・ラヴ」「愛しのヘレン」 - ジョージ・ハリスン 「ギヴ・ミー・ラヴ」 - リンゴ・スター 「想い出のフォトグラフ」 - スティーヴ・ミラー・バンド 「ジョーカー」 - シカゴ 「愛の絆」「君と二人で」 - T・レックス 「20センチュリー・ボーイ」「イージー・アクション」「ザ・グルーバー」 - ミッシェル・ポルナレフ 「渚の想い出」「火の玉ロック」「ぼくはロックンローラー」「愛の伝説」 - クール&ザ・ギャング 「ファンキー・スタッフ」 - グラディス・ナイト&ザ・ピップス 「夜汽車よ! ジョージアへ」 - スリー・ディグリーズ 「荒野のならず者」 - ウォー 「シスコ・キッド」 - アルバート・ハモンド 「カリフォルニアの青い空」 - スージー・クアトロ 「キャン・ザ・キャン」「48クラッシュ」「デイトナ・デモン」 - ジム・クロウチ 「リロイ・ブラウンは悪い奴」「タイム・イン・ア・ボトル」 - マーヴィン・ゲイ 「レッツ・ゲット・イット・オン」 - ドーン 「幸せの黄色いリボン」「いちご畑のサリーちゃん」「嘆きのジプシー・ローズ」 - クリス・クリストファーソン 「ホワイ・ミー」 - エルトン・ジョン 「ダニエル」「土曜の夜は僕の生きがい」「グッバイ・イエロー・ブリック・ロード」 - ギルバート・オサリバン 「クレア」「ゲット・ダウン」「ウー・ベイビー」 - ボブ・ディラン 「天国への扉」 - オールマン・ブラザーズ・バンド 「ランブリン・マン」「ジェシカ」 - バリー・ホワイト 「アイム・ゴナ・ラブ・ユー・ジャスト・ア・リトル・モア・ベイビー」 - ダリダとアラン・ドロン 「あまい囁き」 - ポール・サイモン 「僕のコダクローム」「ラブズ・ミー・ライク・ア・ロック」 - ポインター・シスターズ 「イエス・ウィ・キャン・キャン」 - ザ・ステイプル・シンガーズ 「イフ・ユーアー・レディ」 - ドクター・ジョン 「ライト・プレイス・ロング・タイム」 - ドゥービー・ブラザーズ 「ロング・トレイン・ランニン」「チャイナ・グローブ」 - デヴィッド・ボウイ 「夜をぶっとばせ」 - ウィザード 「シー・マイ・ベイビー・ジャイヴ」「毎日がクリスマス」 - アン・ピーブルズ 「アイ・キャント・スタンド・ザ・レイン」 | - モット・ザ・フープル 「スウィート・ジェーン」 - スティーヴィー・ワンダー 「ハイアー・グラウンド」「汚れた街」 - エドワード・ベア 「ラスト・ソング」 - ブラッドストーン 「ナチュラル・ハイ」 - エディ・ケンドリックス 「キープ・オン・トラッキン」 - アル・ウィルソン 「ショー・アンド・テル」 - ヘレン・レディ 「デルタの夜明け」 - エドガー・ウィンター・グループ 「フランケンシュタイン」 - ハロルド・メルヴィン&ザ・ブルー・ノーツ 「愛の幻想」 - ベット・ミドラー 「ブギ・ウギ・ビューグル・ボーイ」 - タワー・オブ・パワー 「ワット・イズ・ヒップ」「ソー・ヴェリー・ハード・トゥ・ゴー」 - シェール 「ハーフ・ブリード」 - ジョン・デンバー 「ロッキー・マウンテン・ハイ」 - スティーラーズ・ホイール 「スタック・イン・ザ・ミドル・ウィズ・ユー」 - デヴィッド・エセックス 「ロックにすべてを」 - ドリー・パートン 「ジョリーン」 - スティーリー・ダン 「リーリン・イン・ザ・イヤーズ」 - チャーリー・リッチ 「朝やけの少女」 - マリー・オズモンド 「幸せのバラ」 - ブルース・スプリングスティーン 「光で目もくらみ」 - ペリー・コモ 「アンド・アイ・ラブ・ユー・ソー」 - レッド・ツェッペリン 「デジャ・メイク・ハー」 - カーペンターズ 「イエスタデイ・ワンス・モア」「トップ・オブ・ザ・ワールド」 - ロバータ・フラック 「やさしく歌って」 - B・W・スティーヴンソン 「マイ・マリア」 |

#### アルバム
| - ローリング・ストーンズ 『山羊の頭のスープ』 - ニール・ヤング 『タイム・フェイズ・アウェイ』 - ジョン・レノン 『ヌートピア宣言』 - ポール・マッカートニー &ウイングス『レッド・ローズ・スピードウェイ』 - グランド・ファンク・レイルロード 『アメリカン・バンド』 - カーティス・メイフィールド 『バック・トゥ・ザ・ワールド』 - スライ&ザ・ファミリー・ストーン 『フレッシュ』 - マーヴィン・ゲイ 『レッツ・ゲット・イット・オン』 - ザ・バンド 『ロック・オブ・エイジズ』 - ピンク・フロイド 『狂気』 - オールマン・ブラザーズ・バンド 『ブラザーズ&シスターズ』 - ドクター・ジョン 『イン・ザ・ライト・プレイス』 - リトル・フィート 『ディキシー・チキン』 - ポール・サイモン 『ひとりごと』 - アート・ガーファンクル 『天使の歌声』 - ルー・リード 『ベルリン』 - ポール・バターフィールド 『ポール・バターフィールズ・ベター・デイズ』 | - ジャクソン・ブラウン 『フォー・エヴリマン』 - ボブ・マーリー&ザ・ウェイラーズ 『キャッチ・ア・ファイア』 - マリア・マルダー 『オールド・タイム・レイディ』 - デオダート 『プレリュード』『デオダート2』『ドナートデオダート』 - グラム・パーソンズ 『GP』 - ZZトップ 『トレス・オンブレス』 - デヴィッド・ボウイ 『ピンナップス』『アラジン・セイン』 - アリス・クーパー 『ビリオン・ダラー・ベイビーズ』 - ベック・ボガート & アピス 『ベック・ボガート & アピス・ライヴ・イン・ジャパン』 - ボビー・ブランド 『ヒズ・カリフォルニア・アルバム』 - ブラック・サバス 『血まみれの安息日』 - ハービー・ハンコック 『ヘッド・ハンターズ』 - マハヴィシュヌ・オーケストラ 『火の鳥』 - ストゥージズ 『ロウ・パワー』 - ジーン・クラーク 『ロードマスター』 - ダグ・サーム 『ダグ・サーム・アンド・バンド』 - ナザレス 『威光そして栄誉』 - マイク・オールドフィールド 『チューブラー・ベルズ』 - フレディ・キング 『ウーマン・アクロス・ザ・リヴァー』 |

## 年間ランキング

### シングル（邦楽・洋楽）
年間TOP50
- 集計会社 オリコン

※1972年12月4日付 - 1973年11月26日付
- 1位 宮史郎とぴんからトリオ：「女のみち」
- 2位 宮史郎とぴんからトリオ：「女のねがい」
- 3位 GARO：「学生街の喫茶店」
- 4位 ちあきなおみ：「喝采」
- 5位 沢田研二：「危険なふたり」
- 6位 かぐや姫：「神田川」
- 7位 チューリップ：「心の旅」
- 8位 天地真理：「恋する夏の日」
- 9位 天地真理：「若葉のささやき」
- 10位 浅田美代子：「赤い風船」
- 11位 麻丘めぐみ：「わたしの彼は左きき」
- 12位 GARO：「君の誕生日」
- 13位 天地真理：「ふたりの日曜日」
- 14位 郷ひろみ：「愛への出発」
- 15位 西城秀樹：「ちぎれた愛」
- 16位 郷ひろみ：「裸のビーナス」
- 17位 アグネス・チャン：「草原の輝き」
- 18位 フィンガー5：「個人授業」
- 19位 八代亜紀：「なみだ恋」
- 20位 あのねのね：「赤とんぼの唄」
- 21位 小柳ルミ子：「漁火恋唄」
- 22位 梶芽衣子：「怨み節」
- 23位 五木ひろし：「あなたの灯」
- 24位 チェリッシュ：「てんとう虫のサンバ」
- 25位 カーペンターズ：「イエスタデイ・ワンス・モア」
- 26位 チェリッシュ：「避暑地の恋」
- 27位 森昌子：「中学三年生」
- 28位 アグネス・チャン：「ひなげしの花」
- 29位 小柳ルミ子：「春のおとずれ」
- 30位 郷ひろみ：「小さな体験」
- 31位 金井克子：「他人の関係」
- 32位 内山田洋とクール・ファイブ：「そして、神戸」
- 33位 野口五郎：「君が美しすぎて」
- 34位 チェリッシュ：「若草の髪かざり」
- 35位 南沙織：「傷つく世代」
- 36位 アグネス・チャン：「妖精の詩」
- 37位 南沙織：「色づく街」
- 38位 あべ静江：「コーヒーショップで」
- 39位 沢田研二：「胸いっぱいの悲しみ」
- 40位 西城秀樹：「情熱の嵐」
- 41位 宮史郎とぴんからトリオ：「女のゆめ」
- 42位 GARO：「ロマンス」
- 43位 大信田礼子：「同棲時代」
- 44位 五木ひろし：「ふるさと」
- 45位 五木ひろし：「霧の出船」
- 46位 ミッシェル・ポルナレフ：「愛の休日」
- 47位 三善英史：「あなたが帰る時」
- 48位 沢田研二：「あなたへの愛」
- 49位 野口五郎：「オレンジの雨」
- 50位 小柳ルミ子：「恋にゆれて」

### アルバム（邦楽・洋楽）
年間TOP10
※1972年12月4日付 - 1973年11月26日付
- 1位 宮史郎とぴんからトリオ：『女のみち』
- 2位 チェリッシュ：『スーパー・デラックス』
- 3位 ビートルズ：『ザ・ビートルズ 1962-1966』
- 4位 よしだたくろう：『元気です。』
- 5位 カーペンターズ：『ナウ・アンド・ゼン』
- 6位 ビートルズ：『ザ・ビートルズ 1967-1970』
- 7位 ビートルズ：『レット・イット・ビー』
- 8位 かぐや姫：『かぐや姫さあど』
- 9位 井上陽水：『陽水ライヴ もどり道』
- 10位 ミッシェル・ポルナレフ：『ゴールド・ディスク』

## イベント
| 開催日   | タイトル                                                         |
| -------- | ---------------------------------------------------------------- |
| 9月12日  | 内田裕也大芸能生活十五周年記念リサイタル 「ロックンロール BAKA」 |
| 12月12日 | 来年もよろしくコンサート                                         |
| 12月25日 | 1974卯辰フェスティバル・北陸フォークジャンボリー                 |
| 12月31日 | フラッシュ・コンサート 1st 1973-1974                             |
| 12月31日 | 第24回NHK紅白歌合戦                                              |

日本武道館公演
- 2月7日 - ジェームス・ブラウン
- 4月9日・10日 - シカゴ
- 5月2日 - ジャクソン5
- 5月14日 - ジェフ・ベック
- 6月25日 - ディープ・パープル
- 7月6日・7日 - サンタナ
- 10月25日 - T・レックス

東京厚生年金会館公演
- 1月20日 - 吉田拓郎
- 2月13日 - ジェームス・ブラウン
- 3月8日 - イエス
- 4月8日・10日・11日 - デヴィッド・ボウイ
- 6月8日・9日・10日・11日・23日 - ミッシェル・ポルナレフ
- 6月29日・7月5日・6日 - ダイアナ・ロス
- 11月6日 - レイ・チャールズ
- 11月8日 - 南沙織
- 12月25日 - デセンバー・フォーク&ロック

## 主な音楽賞
| 賞                                          | 受賞作・受賞者 |
| ------------------------------------------- | --- |
| 第15回日本レコード大賞                      | - 大賞 - 夜空／五木ひろし - 最優秀歌唱賞 - 恋文／由紀さおり - 最優秀新人賞 - わたしの青い鳥／桜田淳子 - 歌唱賞 - ちぎれた愛／西城秀樹 - なみだ恋／八代亜紀 - 白いギター／チェリッシュ - 大衆賞 - わたしの彼は左きき／麻丘めぐみ - ロマンス／ガロ - 危険なふたり／沢田研二 - 特別賞 - 日本コロムビア株式会社 - 女のねがい／宮史郎とぴんからトリオ - 新人賞 - 赤い風船／浅田美代子 - 涙の太陽／安西マリア - コーヒーショップで／あべ静江 - 草原の輝き／アグネス・チャン |
| 第11回ゴールデン・アロー賞                  | - 音楽賞 - 五木ひろし - 新人賞（音楽） - アグネス・チャン |
| ポピュラーソングコンテスト'73グランプリ大会 | - グランプリ - 伊勢功一&卍「さすらいの美学」、小坂明子「あなた」 - 優秀曲賞 - 高田真樹子「糸」 - 岡本正とドボンエイドバンド「すみれの花」 - 上条恒彦「さよならの世界」 |
| 第6回ポピュラーソングコンテスト合歓本選会   | - 入賞 - ウィッシュ「すてきな旅」 - ワカ&ヒロとコーラス団「土曜の夜はパーティー」 - 小坂明子「あなた」 - 岡本正とドボンエイドバンド「すみれの花」 - 岩村実とハードスケジュールバンド「誰もいない部屋」 - 加藤とラバーソウル「私のミニメッセージ」 - 高田真樹子「糸」 - 伊勢功一&卍「さすらいの美学」 - ピーマン「恋はノンストップ」 - ギンガム＋長谷川彰介「子守娘のバラード」 - トップギャラン「明日に向って」 - 歌唱賞 - 伊勢功一「さすらいの美学」 - 朝霧マチ「小さな出発」 - 川上賞 - Nuts「ヘイ!どうした」 - 朝霧マチ「小さな出発」 - 高橋キヨシ「てるてる坊主」 - 小坂恭子「片想いの女の子」 |
| 第5回ポピュラーソングコンテスト合歓本選会   | - 入賞 - ピエロ「あやつり人形」 - 金玉（こんぎょく）「下っ端」 - チューインガム「動物たちの世界」 - ジャンク「たんぽぽ」 - 小坂恭子「私の好きな組合せ」 - Time「82才のおじいさん」 - ウメボシ「京都にさよなら」 - 加藤光子「この手に」 - ニューサディスティックピンク「あせ」 - 高木麻早「ひとりぼっちの部屋」 - 上条恒彦「さよならの世界」 - 藤野ひろ子+チューインガム「私の願い」 - 山崎朗「今はこれだけ」 - 歌唱賞 - 高橋キヨシ - 上条恒彦 - 小坂恭子 - 高木麻早 |
| 第6回下谷賞                                 | - 作曲賞 - 河辺公一「行進曲「青空に希望して」」 - 努力賞 - 沢田博「吹奏楽のための「北の国」」 - 三沢栄一「カリアティード」 |
| 第6回日本有線大賞                           | - 大賞 - 内山田洋とクール・ファイブ「そして、神戸」 |
| 第6回全日本有線放送大賞                     | - グランプリ - ぴんからトリオ「女のみち」 |
| 第6回日本作詩大賞                           | - 大賞 - 都はるみ「おんなの海峡」（作詞:石本美由起） |
| 第6回新宿音楽祭                             | - 金賞 - 八代亜紀、アグネス・チャン - 銀賞 - 桜田淳子、山口百恵、ジュン沢木、夏木マリほか - 銅賞 - ダ・カーポ、あさかまゆみ、水沢アキほか - 敢闘賞 - 藍美代子、安西マリア、春日はるみほか - 審査員特別奨励賞 - あべ静江 |
| 第5回サントリー音楽賞                       | - ICUオルガン委員会 |
| 第4回世界歌謡祭                             | - 小坂明子「あなた」 - ジルダ・ジュリアーニ「パリは不思議」 - ショーン・フィリプス「遥かなる道」 - キーリー・フォード「恋に有頂天」 |
| 第4回日本歌謡大賞                           | - 大賞 - 危険なふたり／沢田研二 - 放送音楽新人賞 - わたしの青い鳥／桜田淳子 - 草原の輝き／アグネス・チャン - 放送音楽賞 - わたしの彼は左きき／麻丘めぐみ - ふるさと／五木ひろし - 裸のビーナス／郷ひろみ - てんとう虫のサンバ／チェリッシュ - なみだ恋／八代亜紀 |
| 第3回モービル音楽賞                         | - 邦楽部門 - 菊原初子 - 洋楽部門（本賞） - 東京室内歌劇場 |
| 第3回創作合唱曲公募                         | - 入賞 - 加藤學「女声合唱のための三つのソネット」 - 佳作 - 瀬戸口重利「三つの抒情女声合唱」 |
| 第2回東京音楽祭                             | - ミッキー・ニューベリー「祈りの詩」 |
| 第1回銀座音楽祭                             | - グランプリ - 藤正樹 |
| 第1回ウィンナーワルド・オペラ賞             | - オペラ大賞 - 木村俊光 - オペラ賞 - 荘智世恵、高橋大海 |

## デビュー
- 1月 - ポップコーン／千円の旅
- 1月5日 - ブルース・スプリングスティーン／『アズベリー・パークからの挨拶』
- 1月13日 - エアロスミス／『野獣生誕』
- 2月10日 - やまがたすみこ／風に吹かれていこう
- 2月21日 - 朝倉理恵／あの場所から
- 2月25日 - 桜田淳子／天使も夢みる
- 3月 - Wヤング／楽屋人生／そんなもんだよ人生は
- 3月1日 - 山岡英二（現・吉幾三）／恋人は君ひとり
- 3月10日 - あのねのね／赤とんぼの唄
- 3月25日 - 石川さゆり／かくれんぼ
- 3月25日 - 殿さまキングス／北の恋唄…本格デビュー
- 4月 - 日暮し／まちぼうけ〜佐渡を恋うる詩〜
- 4月21日 - 浅田美代子／赤い風船
- 5月21日 - 山口百恵／としごろ
- 5月25日 - あべ静江／コーヒーショップで
- 5月25日 - 杉田かおる／見ちゃった 聞いちゃった
- 5月25日 - 細野晴臣／『HOSONO HOUSE』…ソロデビュー
- 5月25日 - マイク・オールドフィールド／『チューブラー・ベルズ』
- 6月 - 春日はるみ（現・川中美幸）／新宿天使[注 6]
- 6月10日 - 金田たつえ／花街の母…演歌転向
- 6月15日 - 夏木マリ／絹の靴下…再デビュー
- 6月25日 - NSP／さようなら
- 7日 - 北見恭子／夏の夜祭り
- 7月 - クラフト／友あり遠方ゆえ来らず
- 7月1日 - 水沢アキ／娘ごころ
- 7月5日 - 安西マリア／涙の太陽
- 7月6日 - クイーン／炎のロックンロール
- 8月 - あさかまゆみ（現・朝加真由美）／虹色の夢
- 8月 - ダ・カーポ／夏の日の忘れもの
- 8月10日 - ぴんから兄弟／女のきず
- 8月25日 - 藍美代子／ミカンが実る頃…再デビュー
- 9月1日 - キャンディーズ／あなたに夢中
- 9月1日 - 菅原昭子／十七才の行進曲
- 9月1日 - 紅谷洋子（現・真咲よう子）／思春期
- 9月21日 - 南佳孝／『摩天楼のヒロイン』
- 9月21日 - 吉田美奈子／ねこ/扉の冬／扉の冬
- 10月 - 外道／にっぽん讃歌
- 10月10日 - ミミ（現・ミミ萩原）／おしゃれな土曜日
- 10月25日 - グレープ／雪の朝
- 11月10日 - 小室等／『私は月には行かないだろう』…ソロデビュー
- 12月1日 - ダウン・タウン・ブギウギ・バンド／知らず知らずのうちに
- 12月20日 - 城みちる／イルカにのった少年
- 12月21日 - 小坂明子／あなた
- 月日不明 - 伊勢功一／愛ある限り…ソロデビュー
- 月日不明 - 海原千里・万里／幼なじみでおないどし
- 月日不明 - 沢田亜矢子／アザミの花
- 月日不明 - せんだみつお／ダメな男のロック
- 月日不明 - 村八分／『ライブ』
- 月日不明 - 桃井かおり／六本木心中

## 解散・活動休止
- 4月 - フラワー・トラベリン・バンド（2007年再結成）
- 6月 - トワ・エ・モワ（1998年再結成）
- 8月25日 - 村八分

年内
- アーチーズ
- 青い三角定規（2008年再結成）
- ジェファーソン・エアプレイン（1989年再結成）
- ジャクソン・ハイツ
- ネオン・ボーイズ
- バーズ
- パトゥ
- ぴんからトリオ（メンバー脱退による改名）
- フラタニティ
- フリー
- ブレッド（1976年再結成）
- ヴェルヴェット・アンダーグラウンド
- ペンタングル（1981年再結成）
- モーガン
- 乱魔堂

## 再結成
- スペンサー・デイヴィス・グループ（ - 1974年）
- はっぴいえんど（年内限定）
- マンハッタン・トランスファー

## 誕生
- 1月9日 - ショーン・ポール（、歌手）
- 1月10日 - akko（シンガーソングライター、My Little Lover）
- 1月13日 - Kyu/坂本優（歌手、Vlidge）
- 1月15日 - amin（、歌手）
- 1月16日 - 田村英里子（茨城県、女優・元歌手）
- 1月16日 - 宮前真樹（東京都、料理研究家・元歌手、元CoCo）
- 1月17日 - りょう（埼玉県、女優・元歌手）
- 1月18日 - 中山忍（東京都、女優・元歌手、元楽天使/元七つ星）
- 1月22日 - ケイタイモ（ミュージシャン、元MONGHANG/元BEAT CRUSADERS）
- 1月28日 - 林宗應（歌手・ベーシスト、元PENPALS/元REVERSLOW/AFOK）
- 1月30日 - 加藤紀子（三重県、女優・元歌手、元桜っ子クラブさくら組）
- 2月4日 - MR.PAN（和歌山県、歌手、THE NEATBEATS）
- 2月4日 - ドナート・カブレラ（、指揮者）
- 2月7日 - 園崎未恵（東京都、声優・元歌手）
- 2月9日 - 増田ゆき（増田ゆき、声優・元歌手）
- 2月11日 - ヴァルグ・ヴィーケネス（、ミュージシャン、バーズム）
- 2月11日 - 七緒はるひ（東京都、声優・元歌手）
- 2月14日 - OZA（和歌山県、ギタリスト）
- 2月22日 - 細美武士（千葉県、シンガーソングライター、ELLEGARDEN・the HIATUS・MONOEYES）
- 2月26日 - アンダース・ビョーラー/ヨナス・ビョーラー兄弟（、ミュージシャン、ザ・ホーンテッド）
- 3月1日 - ライアン・ピーク（、ギタリスト、ニッケルバック）
- 3月2日 - 島崎和歌子（高知県、女優・タレント・元歌手）
- 3月6日 - 有村竜太朗（福岡県、歌手、Plastic Tree）
- 3月7日 - 竹本英史（山口県、声優・歌手）
- 3月7日 - はねだえりか（東京都、タレント・元歌手、元CoCo）
- 3月7日 - 川越達也（宮崎県、料理人・元歌手）
- 3月10日 - CUZSICK（宮城県、ラッパー）
- 3月10日 - ダン・スワノ（、ミュージシャン、エッジ・オブ・サニティ）
- 3月11日 - 平井元喜（東京都、ピアニスト）
- 3月15日 - イノトモ（福岡県、歌手）
- 3月19日 - 小林幸恵（兵庫県、歌手）
- 3月20日 - 大石恵（東京都、タレント・女優・元歌手）
- 3月24日 - 丹下桜（愛知県、声優・歌手）
- 3月24日 - DJ JIN（神奈川県、ミュージシャン、RHYMESTER/breakthrough）
- 3月25日 - アンダース・フリーデン（、歌手、イン・フレイムス）
- 3月28日 - 国府達矢（京都府、歌手）
- 3月30日 - 淳士（神奈川県、ドラマー、元SIAM SHADE/BULL ZEICHEN 88）
- 4月3日 - 大泉洋（北海道、俳優・タレント・元歌手、TEAM NACS/元FAN TAN）
- 4月3日 - 瀬能あづさ（神奈川県、女優・元歌手、元CoCo）
- 4月5日 - 鼠先輩（岡山県、ムード歌謡歌手）
- 4月5日 - ファレル・ウィリアムス（、MC、N.E.R.D）
- 4月6日 - 宮沢りえ（東京都、女優・元歌手）
- 4月11日 - トミ・コイヴサーリ（、ギタリスト、アモルフィス）
- 4月12日 - 高橋秀幸（山形県、歌手、Project.R）
- 4月16日 - BONNIE PINK（京都府、シンガーソングライター）
- 4月21日 - 小西克幸（和歌山県、声優・歌手）
- 4月22日 - RINO LATINA II（東京都、ラッパー、KAMINARI-KAZOKU.）
- 4月29日 - ミズノマリ（愛知県、歌手、paris match）
- 4月30日 - K.（歌手、元Groovy Boyfriends）
- 5月4日 - サイトウ"JxJx"ジュン（東京都、ミュージシャン、YOUR SONG IS GOOD）
- 5月4日 - 潤（長野県、ギタリスト、ALvino/元PIERROT）
- 5月6日 - LISAGO（愛知県、歌手・作曲家）
- 5月8日 - 赤坂晃（東京都、元歌手・俳優、元光GENJI）
- 5月8日 - 張智成（、歌手）
- 5月9日 - 古川展生（チェリスト、KOBUDO -古武道-）
- 5月10日 - ジェーン・スー（東京都、音楽プロデューサー・作詞家）
- 5月11日 - 大槻マキ（福井県、歌手）
- 5月12日 - 渋谷慶一郎（電子音楽アーティスト）
- 5月13日 - KANA（埼玉県、歌手、すぎもとBAND）
- 5月16日 - 鳥海浩輔（神奈川県、声優・歌手、元P・K・O/元謎の新ユニットSTA☆MEN/元フェロ☆メン）
- 5月19日 - TERRY THE AKI-06（大阪府、MC、+2007年）
- 5月21日 - 梨花（東京都、タレント・元歌手）
- 5月23日 - エンペラー・マグス・カリグラ（、歌手、元ダーク・フューネラル/元ウィッチリー/元デモノイド/元ヒポクリシー）
- 5月24日 - 服部祐民子（岩手県、元歌手）
- 5月25日 - 天野鳶丸（愛知県、歌手、グルグル映畫館、+2013年）
- 5月29日 - 金田朋子（神奈川県、声優・歌手、元DROPS）
- 6月1日 - 五十嵐隆（埼玉県、歌手、Syrup 16g）
- 6月4日 - 竹内朋康（福井県、ミュージシャン、元SUPER BUTTER DOG/元マボロシ/元Dezille Brothers/竹内朋康 & The Laidbacks）
- 6月4日 - GWINKO（沖縄県、歌手）
- 6月4日 - 平川大輔（新潟県、声優・歌手）
- 6月6日 - アヒト・イナザワ（福岡県、ミュージシャン、元ナンバーガール/元ZAZEN BOYS/VOLA & THE ORIENTAL MACHINE/元BEYONDS）
- 6月12日 - KAZUSHI（愛知県、歌手、元ROUAGE/STRAY PIG VANGUARD）
- 6月12日 - 斎賀みつき（埼玉県、声優・歌手）
- 6月13日 - 藤井敬之（福島県、歌手、音速ライン）
- 6月13日 - 武井靖典（ベーシスト、MO'SOME TONEBENDER）
- 6月18日 - かかずゆみ（埼玉県、声優・元歌手）
- 6月19日 - 中澤裕子（京都府、歌手・タレント、元モーニング娘。）
- 6月20日 - 中尾諭介（歌手、In the Soup）
- 6月27日 - 中塚武（神奈川県、歌手・音楽家）
- 6月27日 - オルヴェ・エイケモ（、ミュージシャン、元イモータル）
- 6月28日 - フロスト（、ドラマー、サテリコン/1349/元キープ・オヴ・カレシン/元ゴルゴロス）
- 6月30日 - 歌心りえ（栃木県、歌手、Rie&Qoonie）
- 7月2日 - HIKARI（静岡県、ミュージシャン）
- 7月4日 - GACKT（沖縄県、シンガーソングライター、元MALICE MIZER）
- 7月6日 - MASATO（ドラマー、元ROSSO）
- 7月10日 - ターキー（香川県、ドラマー、元GO!GO!7188/la la larks）
- 7月12日 - 國分建臣（愛知県、ドラマー、元ハートバザール/元はやぶさジョーンズ）
- 7月16日 - 袴田吉彦（静岡県、俳優・元歌手）
- 7月17日 - 古坂大魔王（青森県、お笑いタレント、ピコ太郎）
- 7月19日 - 長田直之（東京都、音楽プロデューサー、元Radio Swing/元Keno/元CooRie）
- 7月20日 - 工藤哲也（大分県、ベーシスト、HUSKING BEE/BEYONDS）
- 7月20日 - ヴェサ・ランタ（、ドラマー、センテンスト）
- 7月20日 - 小川範子（東京都、女優・元歌手）
- 7月24日 - bamboo/竹内博（千葉県、歌手、milktub/OVERDRIVE代表）
- 7月27日 - 上妻宏光（茨城県、津軽三味線演奏家、元六三四Musashi）
- 8月1日 - MCU（東京都、シンガーソングライター、KICK THE CAN CREW/元マツリルカ）
- 8月1日 - MIO（東京都、歌手）
- 8月4日 - タカハシコウキ（山形県、歌手、PERIDOTS）
- 8月13日 - 篠原涼子（群馬県、女優・元歌手、元東京パフォーマンスドール）
- 8月14日 - 小宮山雄飛（東京都、歌手、ホフディラン）
- 8月15日 - NAOTO（大阪府、ヴァイオリニスト）
- 8月18日 - ハンサム判治（愛知県、歌手、元デブパレード）
- 8月19日 - 吉村夏枝（島根県、女優・元歌手、元乙女塾/元CoCo）
- 8月20日 - 高田漣（東京都、弦楽器奏者、pupa）
- 8月22日 - ハウィー・D.（、歌手、バックストリート・ボーイズ）
- 8月30日 - 佐藤アツヒロ（京都府、歌手・俳優、元光GENJI）
- 8月31日 - 水森かおり（東京都、演歌歌手）
- 9月1日 - 三浦理恵子（東京都、女優・元歌手、元乙女塾/元CoCo）
- 9月4日 - 多胡邦夫（群馬県、歌手・音楽プロデューサー）
- 9月11日 - 小籔千豊（大阪府、お笑いタレント・ドラマー、元ビッグポルノ/ジェニーハイ）
- 9月14日 - O-JIRO（千葉県、ドラマー、PENICILLIN）
- 9月14日 - ナズ（、ヒップホップMC）
- 9月18日 - 大貫亜美（東京都、歌手、PUFFY）
- 9月22日 - 別所悠二（広島県、歌手、Bluem of Youth）
- 9月23日 - クボタマサヒコ（東京都、ベーシスト、元popcatcher/元BEAT CRUSADERS）
- 9月23日 - 普天間かおり（沖縄県、歌手）
- 9月29日 - 衛藤利恵（東京都、歌手）
- 10月7日 - 石田燿子（新潟県、歌手）
- 10月9日 - 夏川りみ（沖縄県、歌手）
- 10月10日 - TAICHI MASTER（東京都、歌手、元RADICAL FREAKS）
- 10月11日 - 金城武（、俳優・元歌手）
- 10月17日 - 平林一哉（東京都、ギタリスト、HUSKING BEE）
- 10月21日 - レーラ・アウエルバッハ（、ピアニスト）
- 10月26日 - 向井秀徳（佐賀県、ミュージシャン、元ナンバーガール/ZAZEN BOYS）
- 11月3日 - ミック・トムソン（、ギタリスト、スリップノット）
- 11月5日 - 斎藤守也（神奈川県、歌手、レ・フレール）
- 11月6日 - 宍戸留美（福岡県、声優・元歌手）
- 11月7日 - 戸次重幸（北海道、俳優・タレント・元歌手、TEAM NACS/元FAN TAN）
- 11月8日 - 福井晶一（北海道、ミュージカル俳優・歌手）
- 11月17日 - 秀児（愛知県、歌手、元cali≠gari）
- 11月20日 - SU（神奈川県、歌手、RIP SLYME）
- 11月21日 - SACHIKO（新潟県、歌手、DOUBLE、+1999年）
- 11月27日 - 西寺郷太（東京都、歌手、ノーナ・リーヴス）
- 11月27日 - トゥイスタ（、ヒップホップMC）
- 11月27日 - 浅野忠信（神奈川県、俳優・元音楽家）
- 12月1日 - 門倉有希（福島県、演歌歌手）
- 12月1日 - 中川亜紀子（北海道、声優・元歌手）
- 12月4日 - フェリー・コーステン（、DJ）
- 12月7日 - 走裕介（北海道、演歌歌手）
- 12月8日 - 稲垣吾郎（東京都、歌手・俳優、元SMAP）
- 12月8日 - 安田顕（北海道、俳優・タレント・元歌手、TEAM NACS/元手風琴21）
- 12月8日 - コリィ・テイラー（、歌手、スリップノット）
- 12月11日 - 森山公一（大阪府、歌手、オセロケッツ）
- 12月13日 - 松ヶ下宏之（広島県、ミュージシャン、Bluem of Youth）
- 12月19日 - akkin（群馬県、ギタリスト、元ハートバザール/元ジェット機）
- 12月19日 - 反町隆史（埼玉県、俳優・元歌手）
- 12月20日 - 桜井幸子（千葉県、元女優・元歌手）
- 12月26日 - 中江有里（大阪府、女優・元歌手）
- 12月27日 - ベルト・アッペルモント（、作曲家）
- 12月30日 - aico（北海道、歌手、SUGARSOUL）
- 12月31日 - カイ・ハフト（、ドラマー、ウィンターサン/ナイトウィッシュ）

## 死去
- 2月19日 - ヨーゼフ・シゲティ（→、ヴァイオリニスト、*1892年）
- 3月5日 - パウル・クレツキ（→、指揮者、*1900年）
- 3月26日 - ノエル・カワード（、脚本家・俳優・作曲家・作詞家、*1899年）
- 4月2日 - ヤッシャ・ホーレンシュタイン（→、指揮者、*1898年）
- 4月16日 - イシュトヴァン・ケルテス（→、指揮者、*1929年）
- 4月24日 - 巽聖歌（岩手県、作詞家・歌人、*1905年）
- 5月2日 - 関鑑子（東京都、声楽家、*1899年）
- 5月21日 - フランティシェク・バルトシュ（、作曲家、*1905年）
- 5月28日 - ハンス・シュミット＝イッセルシュテット（、指揮者、*1900年）
- 5月29日 - P・ラムリー（、シンガーソングライター、*1929年）
- 6月2日 - 近衛秀麿（東京都、指揮者、*1898年）
- 7月3日 - カレル・アンチェル（→、指揮者、*1908年）
- 7月6日 - オットー・クレンペラー（→→、指揮者、*1885年）
- 7月12日 - アレクサンドル・モソロフ（、作曲家、* 1900年）
- 8月1日 - ジャン・フランチェスコ・マリピエロ（、作曲家、*1882年）
- 8月5日 - 服部逸郎（神奈川県、作曲家、*1907年）
- 8月17日 - ジャン・バラケ（、作曲家、*1928年）
- 10月16日 - ジーン・クルーパ（、ジャズドラマー、*1909年）
- 10月22日 - パブロ・カザルス（→、チェロ奏者、*1876年）
- 11月13日 - サトウハチロー（東京都、作詞家・詩人、*1903年）
- 11月13日 - ブルーノ・マデルナ（、作曲家・指揮者、* 1920年）
- 12月30日 - アンリ・ビュッセル（、作曲家・指揮者、*1872年）